# Gampong Tupah
Gampong Tupah is een bestuurslaag in het regentschap Aceh Tamiang van de provincie Atjeh, Indonesië. Gampong Tupah telt 1312 inwoners (volkstelling 2010).